# London Calling (chanson)
Pour l'album, voir London Calling.
Pour les articles homonymes, voir London Calling (homonymie).
Singles de The Clash
English Civil War (en)
(1979) Bankrobber (en)
(1980)
Pistes de London Calling
Brand New Cadillac
(1.2)
London Calling est une chanson de l'album du même nom (sorti le 14 décembre 1979) du groupe britannique The Clash. Le texte est très engagé politiquement, s'attaquant violemment aux symboles du passé (« cette Beatlemania ringarde a mordu la poussière »), en réaction à l'arrivée de Margaret Thatcher au pouvoir (« l'ère glaciaire nous tombe dessus »). Il combine la bassline de reggae avec la guitare électrique et le chant punk. D'une durée de 3 min 20, elle a été écrite par Joe Strummer et Mick Jones.
La chanson a été classée 6e meilleure chanson britannique de tous les temps par XFM en 2010.

## Analyse
Le titre de la chanson fait allusion au slogan « This is London calling ... » qu'utilisait la BBC durant la Seconde Guerre mondiale, souvent sur les ondes des pays occupés. Strummer (qui a écrit le texte) parle ici de tous les événements néfastes survenus en Angleterre à la fin des années 1970, comme la mise en place du gouvernement de Margaret Thatcher (exprimé par « the ice age »), à laquelle fait aussi référence la « nuclear error » de la chanson. « London is drowning » fait référence aux fréquentes inondations de Londres par la Tamise, avant la construction d'une digue dans les années 1970.
La chanson possède également un message typique du mouvement punk : l'adresse aux jeunes. London Calling incite les jeunes à se réveiller de leur torpeur et à participer activement à la vie de leur pays (« Come out of the cupboard, all you boys and girls / […] now don't look at us »), tout en fustigeant les anciennes références (« All that phoney Beatlemania has bitten the dust »). Strummer dénonce aussi les violences policières (" We ain't got no swing / 'Cept for the ring of that truncheon thing"). "Truncheon" désigne un des nombreux noms donné aux matraques des policiers.
Dans cette chanson, Strummer exprime ses sentiments à l'égard des évènements mondiaux dont l'accident nucléaire de Three Mile Island, survenu l'année précédente en 1979. Il dit « We felt that we were struggling about to slip down a slope or something, grasping with our fingernails. And there was no one there to help us. ».

## Accueil commercial et critique
London Calling est le seul single sorti au Royaume-Uni de l'album. Il a atteint la 11e place des classements de vente en décembre 1979. Aux États-Unis, la chanson ne connait pas le même succès populaire que Train in Vain et ne dépasse pas la 23e place des hit-parades.
Cette chanson constitue le premier titre de The Clash à connaitre une reconnaissance planétaire, entrant par exemple dans les 40 premières places en Australie. Le succès du single et de l'album est beaucoup aidé par le clip filmé par Don Letts montrant le groupe jouant la chanson sur un bateau (Festival Pier), près de l'Albert Bridge au sud du Battersea Park lors d'une nuit froide et pluvieuse de début décembre 1979.
En 1995, London Calling est sélectionnée par le Rock and Roll Hall of Fame, comme l'une des « 500 chansons qui ont façonné le rock 'n' roll ». En 2004, elle est classée en 15e position des « 500 plus grandes chansons de tous les temps » selon le magazine Rolling Stone (elle est rétrogradée à la 143e place en 2021). Elle est la 6e « meilleure chanson britannique de tous les temps » selon la radio anglaise XFM en 2010.

## Reprises
La chanson est sortie en single en 1979. 
Elle est reprise plusieurs fois en concert par The Pogues. Elle figure notamment sur la vidéo The Pogues: Live at The Town & Country Club St Patricks Day datant de 1988, où Joe Strummer assure guitare et chant en compagnie du groupe. 
Bruce Springsteen and the E Street Band interprètent la chanson le 28 juin 2009 au festival Hard Rock Calling à Hyde Park. C'est la première chanson du DVD London Calling: Live in Hyde Park (2010). Une autre version du boss est enregistrée avec le guitariste Tom Morello le 29 octobre 2009 lors du concert célébrant le 25e anniversaire du Rock and Roll Hall of Fame au Madison Square Garden de New York. Elle figure sur l'album et le DVD The 25th Anniversary Rock & Roll Hall Of Fame Concerts. Ils jouent à diverses reprises une autre chanson de l'album, Clampdown.
En 1997, le groupe finlandais Eläkeläiset enregistre une adaptation en finnois intitulée Vanhamiljonäärihumppa, sur son album Humppamaratooni - Humppa 'til We Die 2000.
Parmi les nombreux artistes ayant enregistré London Calling,, on compte également :
- 2002 :  Mike Peters sur l'album hommage A Punk Tribute to The Clash,
- 2003 : The Business sur son album Under the Influence,
- 2009 : Dubmatix feat. Don Letts & Dan Donovan, sur Shatter the Hotel - A Dub Inspired Tribute to Joe Strummer,
- 2013 : Hayseed Dixie sur Grasswhooping Party Pack - Volume 1,
- 2014 : Smith & Myers, sur l'EP Acoustic Sessions,
- 2017 : l'Orchestre philharmonique royal sur l'album The Anarchy Arias,
- 2017 : The Lucky Devils sur son album Under Cover and Still Alive,
- 2019 : No Water Please, en version instrumentale, sur Punk Goes Brass,
- le groupe français Babylon Circus.

En 2002, le groupe Skindred reprend la mélodie de London Calling avec des paroles différentes, pour la chanson The Fear sur son premier album Babylon.
Régulièrement, les Red Hot Chili Peppers jouent les premières notes de la chanson des Clash en concert, avant d'enchaîner avec Right on Time, par exemple lors de leur tournée de 1999, au Zénith de Paris, au festival de Woodstock 1999 et sur le DVD Live at Slane Castle.
Me First and the Gimme Gimmes empruntent le riff de guitare pour la chanson Elenor, une reprise des Turtles, sur l'album Blow in the Wind (2001).
D'autres artistes utilisent un sample de London Calling, comme Freddy Madball (featuring Rancid) dans sa chanson également intitulée London Calling, sur l'album Catholic Guilt (2009).
À la suite de l'invasion de l'Ukraine par la Russie en 2022, Бетон, groupe punk ukrainien, est autorisé par les membres survivants des Clash à enregistrer une nouvelle version de London Calling intitulé "Kyiv Calling". Tous les profits tirés de ce morceau vont au Free Ukraine Resistance Movement,.

## Dans les médias
La chanson a également été dans de nombreuses occasions reprise dans des films, notamment pour évoquer Londres. Elle est par exemple entendue lors des différents trajets de l'acteur principal vers la capitale britannique dans certaines versions du film Les Poupées russes (2005) de Cédric Klapisch.

## Classements
| Classement (1979-1980)           | Meilleure position |
| -------------------------------- | ------------------ |
| Australie (Kent Music Report)    | 28                 |
| États-Unis (Hot Dance Club Play) | 30                 |
| Irlande (IRMA)                   | 16                 |
| Nouvelle-Zélande (RMNZ)          | 23                 |
| Royaume-Uni (UK Singles Chart)   | 11                 |

| Classement (1988)              | Meilleure position |
| ------------------------------ | ------------------ |
| Nouvelle-Zélande (RMNZ)        | 38                 |
| Royaume-Uni (UK Singles Chart) | 46                 |

| Classement (1991)              | Meilleure position |
| ------------------------------ | ------------------ |
| Irlande (IRMA)                 | 18                 |
| Royaume-Uni (UK Singles Chart) | 64                 |
| Suède (Sverigetopplistan)      | 30                 |

| Classement (1999)             | Meilleure position |
| ----------------------------- | ------------------ |
| Pologne (Classements Singles) | 40                 |

## Dans la culture populaire
Lors de la Cérémonie d'ouverture des Jeux olympiques d'été de 2012 à Londres, un extrait est sélectionné avec quelques autres morceaux emblématiques du rock anglais au cours du grand spectacle qui présente l'histoire de l'Angleterre. 
Elle est utilisée dans l'épisode Celui qui se marie de la série Friends en 1998. Elle a servi dans la bande originale du film Billy Elliot, de Stephen Daldry (2000). Elle est encore utilisée dans beaucoup d'autres films, parmi lesquels :
- Ma femme est une actrice (2001),
- le James Bond Meurs un autre jour (2002),
- L'ennemi public n°1 (2008),
- Atomic Blonde (2017).
- Billy Elliot (2000)
- La nuit au musée 3 (2014)

On l'entend également dans les séries suivantes :
- Gilmore Girls, interprétée par Keiko Agena, Adam Brody, Todd Lowe et John Cabrera, saison 3, épisode 4 (2002)
- Meurtres au paradis, S6 E5 (2017),
- The Boys, premier épisode La Règle du jeu (2019).